# Masako
Masako (jap. 皇后雅子 Kōgō Masako; urodzona Masako Owada, ur. 9 grudnia 1963 w Tokio) – cesarzowa Japonii, małżonka cesarza Naruhito i matka księżniczki Aiko.
W dniu 22 października 2019 jej małżonek, cesarz Naruhito, formalnie ogłosił swoją intronizację oraz przyjął gratulacje od przedstawicieli narodu japońskiego i licznych gości zagranicznych. Główna ceremonia intronizacji o nazwie „Sokuirei-Seiden-no-gi” odbyła się w Pałacu Cesarskim w Tokio.

## Życiorys
Cesarzowa Masako urodziła się jako najstarsza córka Hisashiego Owady, wysokiej rangi dyplomaty i prawnika (sędziego Międzynarodowego Trybunału Sprawiedliwości w Hadze, w latach 2009–2012 jego prezesa). Ma dwie siostry: bliźniaczki Setsuko i Reiko. Masako przebywała wiele lat wraz z rodzicami za granicą, m.in. w Związku Radzieckim i Stanach Zjednoczonych. W czasie pobytu w Japonii uczęszczała do prywatnej, żeńskiej szkoły,  Den-en Chōfu Futaba Gakuen, w Tokio.
W 1985 roku Masako ukończyła studia na Wydziale Ekonomii Uniwersytetu Harvarda, uzyskując tytuł licencjacki, natomiast rok później podjęła studia na Wydziale Prawa Uniwersytetu Tokijskiego, ale przerwała je w związku z rozpoczęciem pracy w Ministerstwie Spraw Zagranicznych (Wydział Organizacji Międzynarodowych Departamentu Ekonomicznego, tematyka OECD). W 1988 roku wyjechała na stypendium do Balliol College Uniwersytetu Oksfordzkiego, gdzie zajmowała się problematyką stosunków międzynarodowych. Po powrocie do MSZ pracowała w Departamencie Ameryki Północnej.
Masako poznała księcia Naruhito w 1986 roku. W trakcie swoich siedmioletnich zabiegów o jej rękę spotkał się z dwukrotną odmową. Zdawała ona sobie bowiem sprawę z ogromnych napięć, jakie czekały ją na dworze cesarskim. Wynikały one przede wszystkim z oczekiwań na utrzymanie męskiej linii następców tronu. Pod wpływem ojca Masako wyraziła w końcu zgodę i ceremonia ślubna według tradycyjnego ceremoniału odbyła się 9 czerwca 1993 roku.

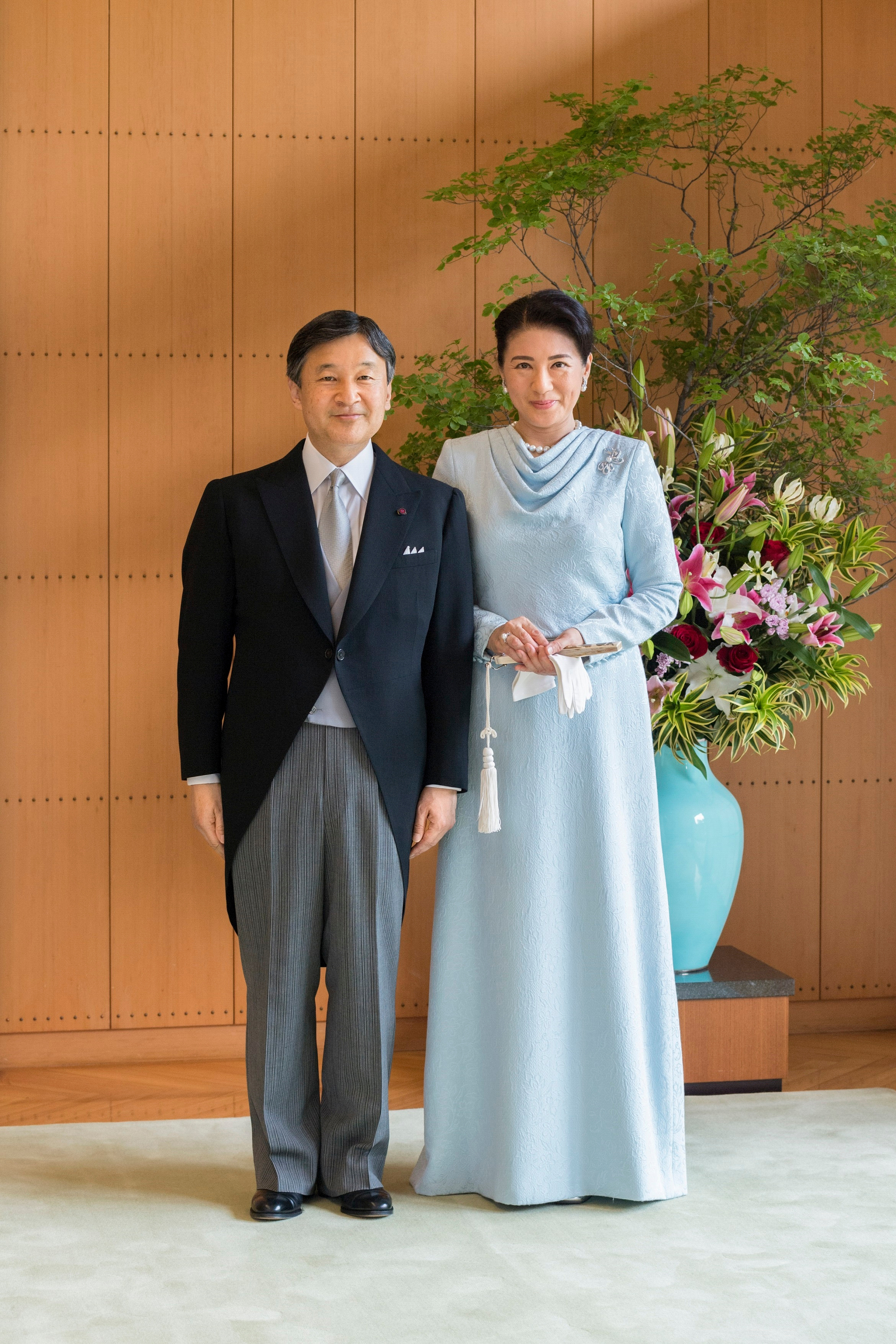
Cesarz Naruhito i cesarzowa Masako (2019)

## Odznaczenia
- Wielka Wstęga Orderu Skarbu Korony – Japonia
- Wielka Złota Odznaka Honorowa na Wstędze za Zasługi dla Republiki Austrii
- Krzyż Wielki Orderu Izabeli Katolickiej – 2008, Hiszpania
- Krzyż Wielki Orderu Świętego Olafa – 2001, Norwegia
- Krzyż Wielki Orderu Infanta Henryka – 1993, Portugalia[2]